# Kiisa
 (mai 2018).
Kiisa est un petit bourg de la commune de Saku du comté de Harju en Estonie .
Au 31 décembre 2011, il compte 713 habitants.